# Календарь Херсонеса Таврического

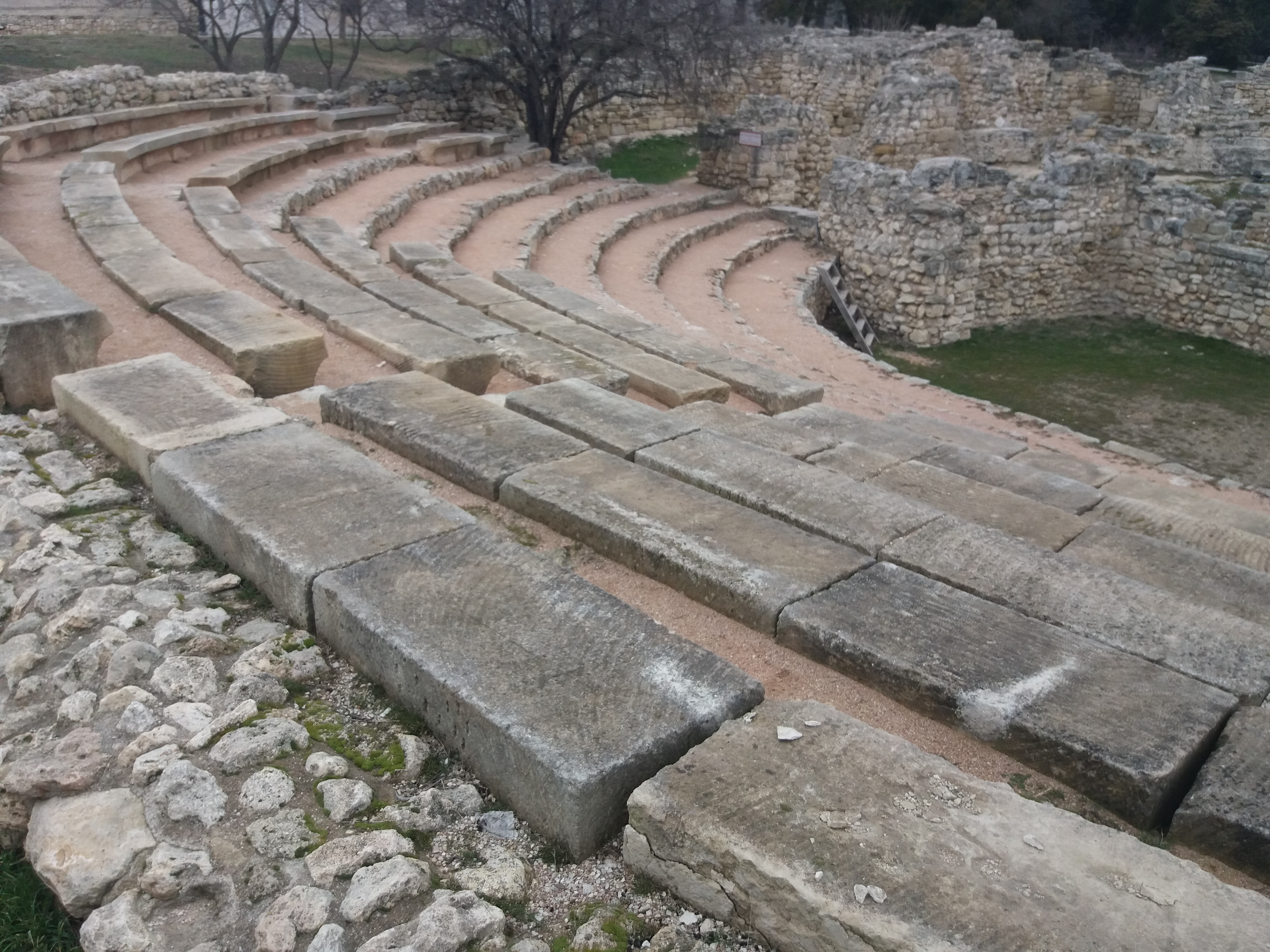
Проводились ежегодные празднества, название которых совпадало с названием месяца проведения. Их центром становился театр.

Календарь Херсонеса Таврического — разновидность древнегреческого годового календаря, использовавшаяся в Херсонесе Таврическом.  Непосредственным образом был связан с религиозными культами, для исполнения которых в частности и создавался. Названия месяцев имели мифическое происхождение. 
Изучение календаря в разных древнегреческих государствах является одним из источников знаний об античной мифологии.
Календарь, как и современный, состоял из 12 месяцев.

## Общие сведения о системе древнегреческих календарей
Использовался лунный календарь. Месяц соответствовал промежутку между фазами луны, и равнялся 29,53 суток. Год состоял из 12 месяцев по 29 и 30 дней попеременно. Таким образом, он отличался от солнечного на 11 дней. Для корректировки использовался восьмилетний цикл. К каждому третьему, пятому и восьмому году цикла прибавлялся дополнительный 30-дневный месяц.

## Месяцы календаря в Херсонесе Таврическом
Высказывались предположения, что херсонеситы могли использовать календарь Мегар, выходцы из которого основали Гераклею Понтийскую, и с которым Херсонес поддерживал постоянные контакты. Но позже было установлено, что названия месяцев отличаются от мегарских. Таким образом, в Херсонесе Таврическом создали свой календарь, с учетом местной мифологии и главенства божеств-покровителей города.
Установлены названия пяти месяцев из 12. Они упоминаются в херсонесских декретах, высеченных на каменных плитах, и в иных найденных археологами источниках.
Названия месяцев:
Гераклий —  от имени Геракла. Отсутствует в календаре Мегар, и является херсонесским «новшеством». Геракл считался одним из божеств-покровителей города в античную эпоху, наравне с Девой. Позже Дева сохраняет главную роль,а культ Геракла теряет вес государственного, но сохраняется.  
Предположительно, гераклий мог соответствовать македонскому месяцу даисию. Это современные май-июнь.
На дорийском наречии вместо «е» говорилось и писалось «а». Геракл произносился в Херсонесе как «Аракл». Зафиксировано как такое написание месяца, так и написание на койне, через «е».
Латой — от имени Лето.  Известен также в календаре полиса Византия. С календарем Византия херсонесский календарь пока обнаруживает наибольшее сходство (большее, нежели с календарем Мегар).
Приходился приблизительно на современный июль.
Дионисий — от имени Диониса. Встречается в ряде древнегреческих календарей. Приходился приблизительно на современный февраль. В этот месяц праздновались Дионисии.
Эвклей — эпитет Эвклей  (Славный) имел Зевс. Так назывались и празднества в честь Артемиды. В Коринфе упоминалась богиня свадьбы Эвклея, отождествлявшаяся с Артемидой.  
В Херсонесе название месяца вероятней связано с Артемидой, нежели с Зевсом, учитывая роль культа Девы. Эвклей, предположительно, соответствовал современному марту.
Ликей — от эпитета Аполлона. Означает волчий, или истребитель волков. Предположительно соответствовал современному маю.

## Предположительные названия других месяцев
Исходя из культа Девы в Херсонесе, есть предположение, что один из месяцев должен носить название партений (парфений). В таком случае именно на него приходились главные празднества Херсонеса Партении.
Остальные предполагаемые месяцы совпадают с уже известными в других древнегреческих календарях. Высказывались предположения о месяцах герей (в честь Геры), артемисий, петагитний, малофорий (в честь Деметры Малофорос, изображаемой с яблоком), гиперборетай и некоторые другие.
Подтвердить эти предположения смогут лишь новые археологические находки с письменными упоминаниями таких месяцев.